# Strzępiak jedwabisty

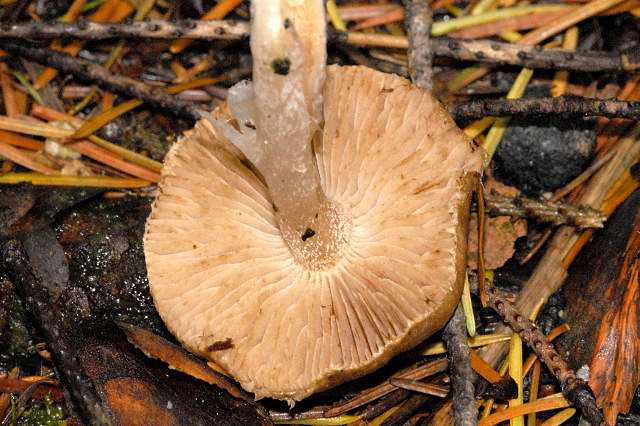

Strzępiak jedwabisty  (Inocybe grammata Quél. – gatunek grzybów należący do rodziny strzępiakowatych (Inocybaceae).

## Systematyka i nazewnictwo
Pozycja w klasyfikacji według Index Fungorum: Inocybe, Inocybaceae, Agaricales, Agaricomycetidae, Agaricomycetes, Agaricomycotina, Basidiomycota, Fungi.
Synonimy:
- Astrosporina grammata (Quél.) Lebedeva 1949
- Inocybe grammata var. campanellispora E. Ludw. 2017
- Inocybe grammata var. chamaesalicis Bon & E. Ferrari 2002

Nazwę polską podał Andrzej Nespiak w 1990 r.

## Morfologia
Kapelusz
Średnica 3–6,5 cm, początkowo stożkowato–wypukły, potem płasko rozpostarty, zazwyczaj z szerokim, ale mało uwypuklonym garbkiem. U młodych owocników brzeg podgięty, potem wyprostowujący się i w końcu nieco odgięty do góry. Powierzchnia na szczycie gładka lub nieco wełnista, przy brzegu delikatnie włóknista. Kolor jasnoochrowy lub cielisty, z białym lub srebrzystym nalotem pochodzącym z resztek osłony.
Blaszki
Przyrośnięte i wycięte z małym, zbiegającym ząbkiem, z blaszeczkami. U młodych owocników białawe, u starszych beżowoochrowe. Ostrza biało orzęsione.
Trzon
Wysokość 4–7 cm, grubość 0,4–0,8 cm, walcowaty, prawie zawsze z obrzeżoną bulwką u podstawy. Kolor taki jak kapelusza, ale jaśniejszy, czasami z różowym odcieniem.
Miąższ
Białawy, w trzonie czerwonawy. Smak niewyraźny, nieco kwaskowaty.
Cechy mikroskopowe
Zarodniki 8–11 × 5–6 µm z 8-10 słabo uwydatniającymi się guzkami. Podstawki 32–40 × 8–10 µm. Cheilocystydy i pleurocystydy 50–80 × 16–25 µm. Mają ścianę o grubości do 3 µm, pod działaniem wodorotlenku amonu żółknącą. Kaulocystydy podobne, ale nieco mniejsze i cieńsze.

## Występowanie i siedlisko
Podano występowanie strzępiaka włóknistego w Europie i Ameryce Północnej. W piśmiennictwie naukowym na terenie Polski do 2003 r. podano na 5 stanowiskach. Nowsze stanowiska tego gatunku w Polsce podaje internetowy atlas grzybów. Znajduje się na Czerwonej liście roślin i grzybów Polski. Ma status V – gatunek narażony, który zapewne w najbliższej przyszłości przesunie się do kategorii gatunków wymierających, jeśli nadal będą działać czynniki zagrożenia.
Grzyb mikoryzowy. Rośnie na ziemi, głównie w lasach iglastych, i mieszanych, zwłaszcza w towarzystwie jodły, świerka, brzozy i buka.